# Gastown

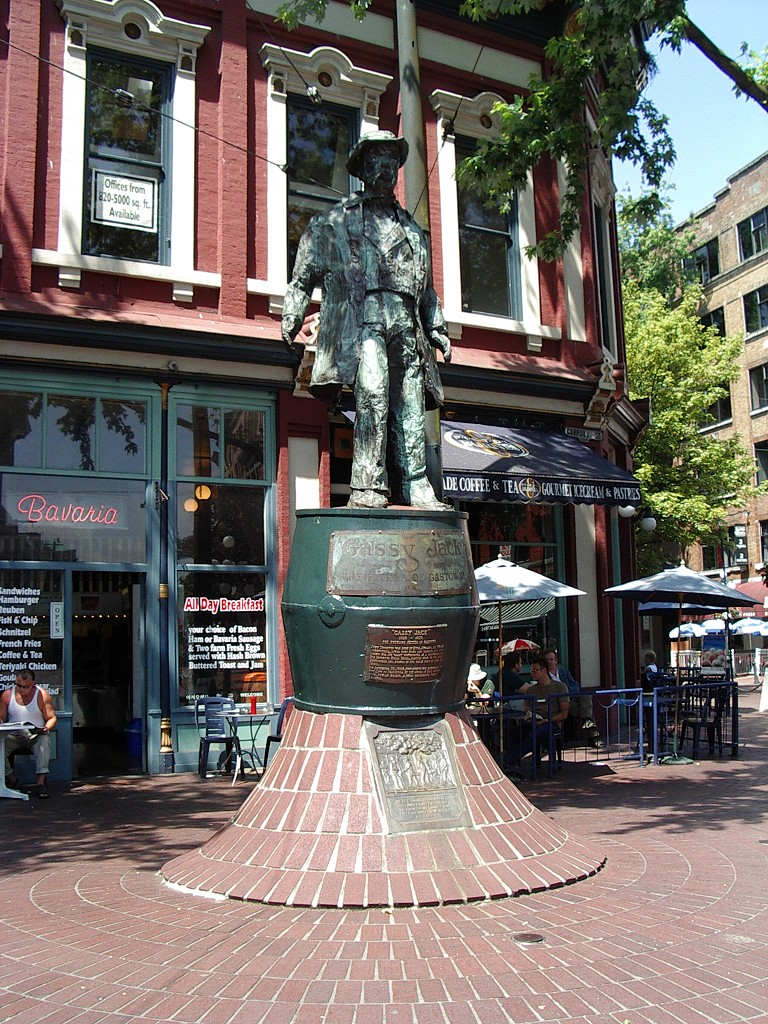
Statua di "Gassy" Jack a Gastown

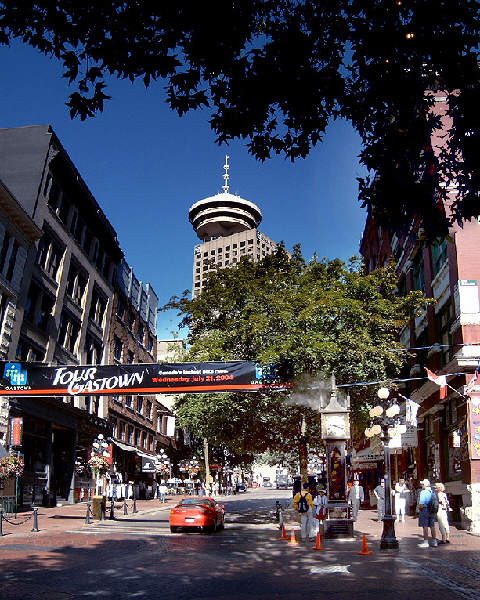
Strade di Gastown.

Gastown è il centro storico della città di Vancouver, in Columbia Britannica, situato all'estremità nordorientale del centro della città (downtown) e delimitato dalle strade Water Street, Columbia Street, Hastings Street e Cambie Street.

## Storia
Gastown è la parte più antica di Vancouver. Deve il suo nome a Jack "Gassy" Deighton, marinaio e capitano di battello a vapore, che si stabilì qui nel 1867 aprendo il primo saloon. La cittadina prosperò come centro di produzione di legname e porto commerciale. Nel 1886 venne inclusa nella Città di Vancouver (City of Vancouver) e nello stesso anno subì gravi danni durante il grande incendio che devastò la città; solo due edifici sopravvissero. In seguito, quando Vancouver tornò a crescere come centro produttivo, Gastown fu completamente ricostruita. Prima della Grande depressione e dell'avvento del proibizionismo Gastown divenne il cuore della vita notturna di Vancouver; in seguito conobbe un periodo di declino, che si protrasse fino agli anni sessanta.
Sempre negli anni sessanta il quartiere di Gastown, così come quelli adiacenti di Chinatown e Strathcona, rischiò di essere demolito per fare spazio alla costruzione di una superstrada. Un movimento culturale guidato da imprenditori, possidenti terrieri e attivisti politici riuscì a fermare il progetto, convincendo il governo provinciale a dichiarare Gastown sito di interesse storico. Questa decisione, presa nel 1971, è stata ulteriormente formalizzata nel 2009..

## Gastown oggi
Gastown è attualmente un importante polo commerciale e culturale di Vancouver; vi si trovano eleganti boutique, negozi di arredamento, ristoranti, night-club, bar, uffici, gallerie d'arte, studi di registrazione, teatri, strutture per concerti, e scuole di recitazione e cinema. Vi hanno luogo alcuni degli eventi culturali di maggior rilievo dell'area, come il Vancouver International Jazz Festival.

### L'orologio a vapore

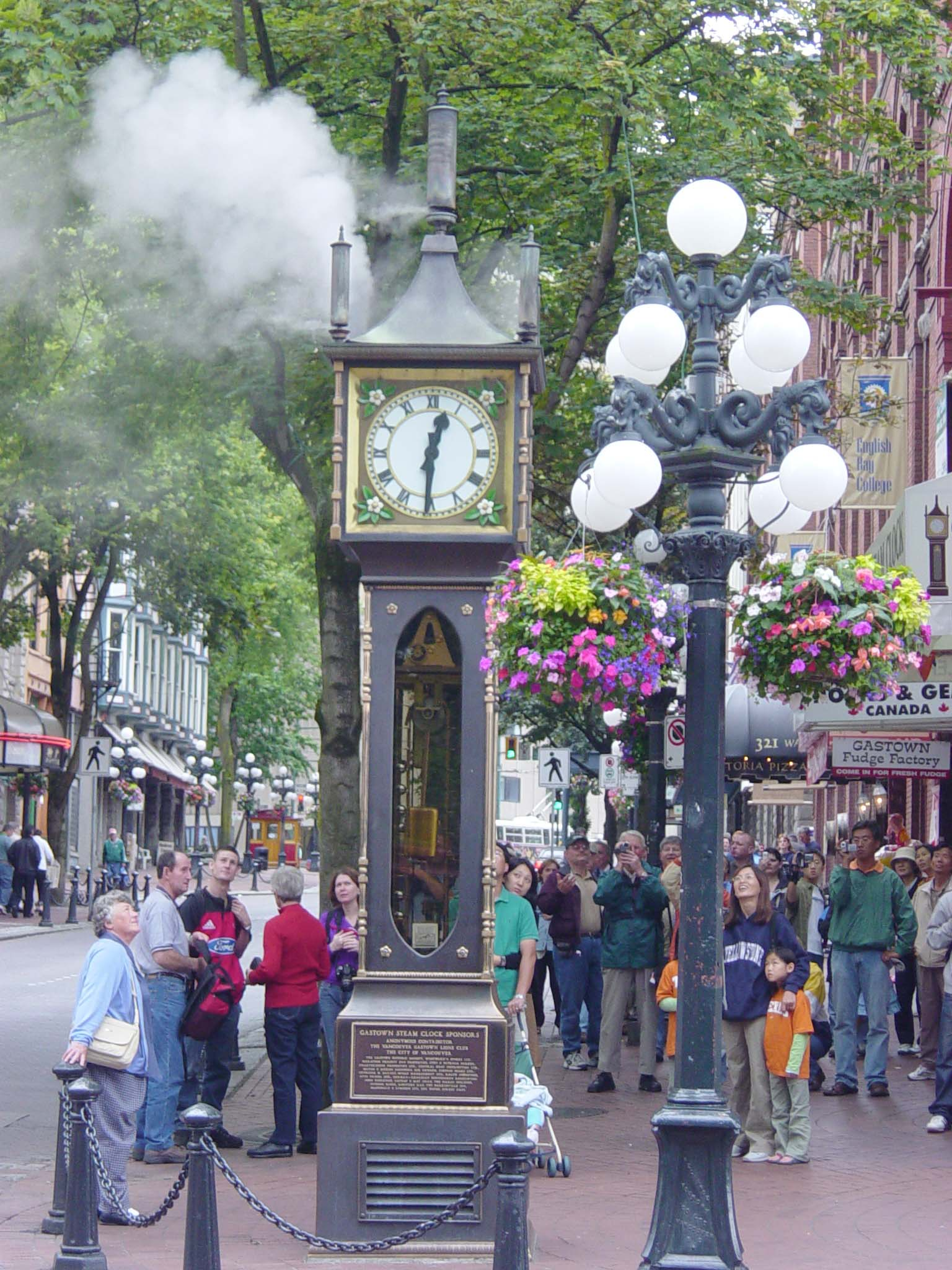
L'orologio a vapore

La più famosa icona di Gastown è l'orologio a vapore collocato all'angolo fra Cambie Street e Water Street. Fu progettato per coprire una grata di sfiatamento del sistema di riscaldamento della città; il sistema di alimentazione originale, che utilizzava il vapore in uscita dalla grata, dovette in seguito essere modificato a causa di un guasto, e per qualche tempo l'orologio funzionò con la corrente elettrica; oggi il meccanismo originale è stato restaurato, e l'orologio è diventato un'importante attrazione turistica.